# Type 53 SNCB
Type 23 État Belge
Ne doit pas être confondu avec Série 53 SNCB.
La Type 53 de la Société nationale des chemins de fer belges (SNCB), anciennement identifiée comme type 23 aux Chemins de fer de l’État Belge et jusqu'à la renumérotation de 1931, était une série de locomotive à vapeur conçues par l'ingénieur Jean-Baptiste Flamme dont elle constitue une des premières réalisations en tant qu'ingénieur en chef du bureau d'études de la compagnie au début du XXe siècle.

## Caractéristiques

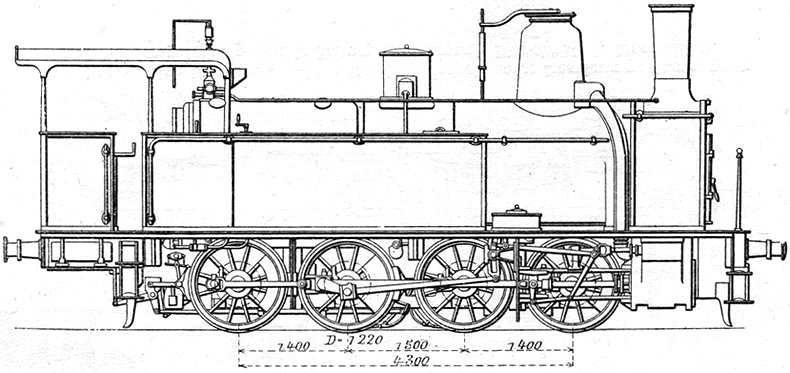
La série 53 est dérivée de cette machine de manœuvres du Grand Central Belge

L'arrangement de roues 040 / D (eight wheel/eight coupler), soit quatre essieux moteurs disposant de roues de taille moyenne donne une adhérence maximale particulièrement adaptée aux manœuvres en gare. 
Machine à tout faire, de conception simple (deux cylindres à simple expansion) et robuste, elles furent appréciées du personnel de conduite qui les surnommaient "cuisinières" en raison de leur réservoir d'eau courant sur toute la chaudière et leur donnant une silhouette carrée.

## Utilisation et services
Apparues en 1904, elles permirent d'évincer les antédiluviennes locomotives du type 51, construites de 1864 à 1902 ainsi que des séries diverses héritées des compagnies privées. Elles furent d'abord affectées aux manœuvres des rames les plus lourdes mais aussi, en simple ou en double traction, à des convois de marchandises sur des trajets courts ainsi qu'à la pousse des trains sur les anciens plans inclinés de Liège jusqu'au début des années 1920.
Pour remplacer les commandes annulées et les locomotives perdues pendant la Première Guerre mondiale, de nouvelles type 23 seront construites jusqu'en 1927 (les dernières, au lieu d'être assemblées par des constructeurs privés furent fabriquées à l'Atelier central de Luttre).
Elles étaient en service dans la plupart des gares belges dotées d'une cour à marchandises et survécurent jusqu'à la fin de la traction vapeur à la SNCB en 1966.

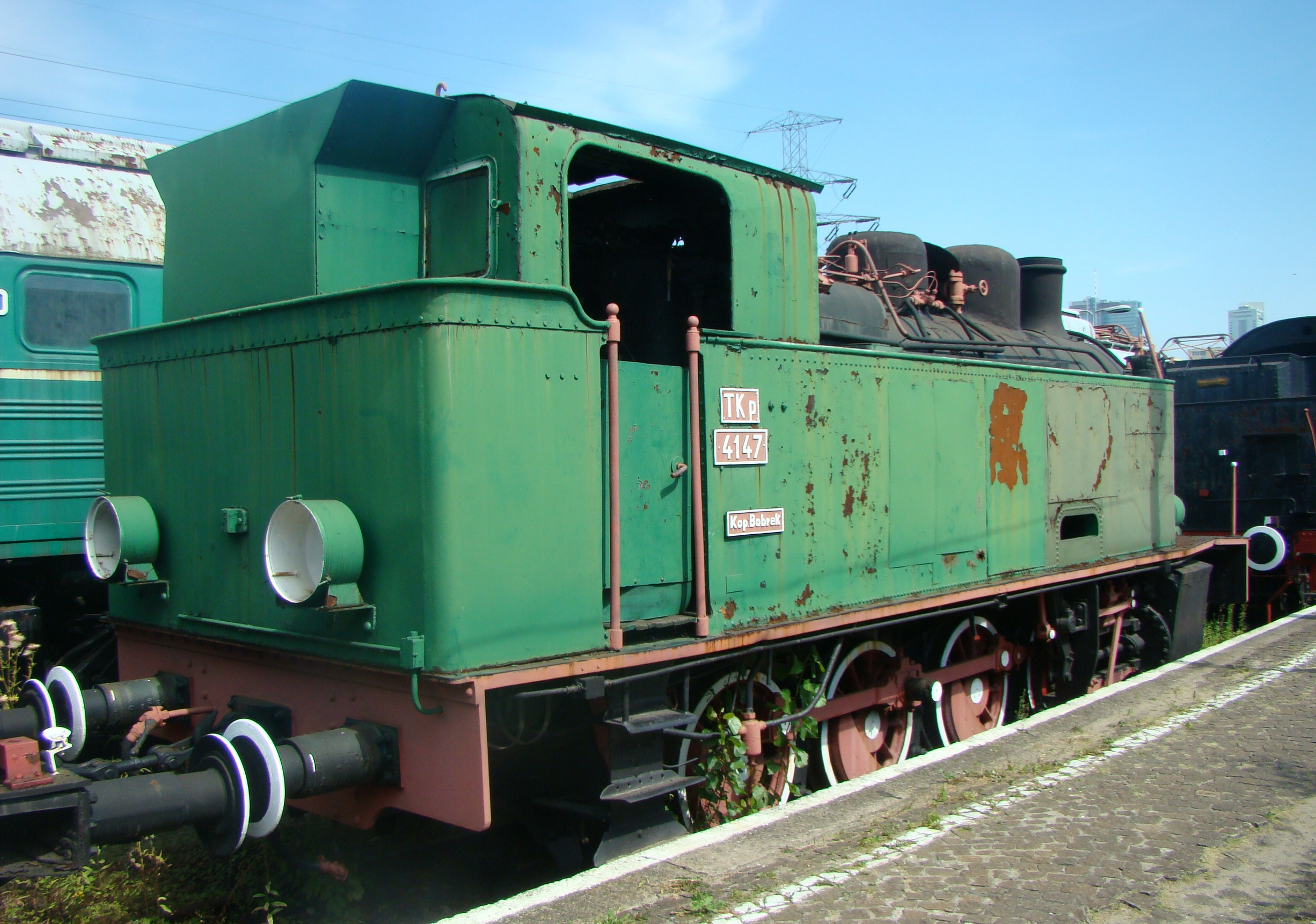
La TKp 4147 au musée de Varsovie.

## Machines particulières
- Durant la Seconde Guerre mondiale, l'occupant allemand impose aux Ateliers de la Meuse la construction de dix-sept 040T proches du type 53[1] ; la plupart ne sera achevée qu'après la défaite allemande. Une de ces locomotives, utilisée en Silésie par une mine près de Bytom, roulera jusqu'en 1980 et est désormais exposée au musée des chemins de fer de Varsovie[2].

- Les locomotives affectées à la manœuvre à Marloie avaient été attelées à un tender à trois essieux. En effet, cette gare sur un plateau n'ayant pas accès à de l'eau douce en quantités suffisante, il fallait compter sur les grues hydrauliques de la gare de Jemelle[réf. souhaitée].

## Préservation
- La 53.320, issue des ateliers de construction de Boussu, est la seule unité conservée par le patrimoine historique de la SNCB. Elle fut transférée en 2013 de l'abri musée de Louvain (alors en cours de démantèlement) afin d'être prêtée au musée du CFV3V à Treignes comme modèle d'exposition. Elle appartient aux collections du musée Train World[3]. Elle est hors service, et à une livrée dite "chocolat" et numérotée 5620 (selon le schéma de numérotation en vigueur de 1931 à 1945).